# Sergio Alfredo Gualberti Calandrina
Sergio Alfredo Gualberti Calandrina (Clusone, 8 de novembro de 1945) é um arcebispo católico italiano, atualmente arcebispo emérito de Santa Cruz de la Sierra.
Nasceu em Clusone, em Bergamo, Itália, filho de Juan e María Calandrina. Iniciou a sua formação no Seminário Diocesano de Bergamo, onde foi ordenado presbítero a 26 de junho de 1971. Entre 1971 e 1979 desempenhou o seu ministério prebiteral como capelão para os emigrantes italianos em Neuchâtel, Suíça. Em novembro de 1979 chega a La Paz como sacerdote "Fidei donum" e exerceu as funções de vigário paroquial na Paróquia El Salvador, posteriormente promovido a pároco, foi assessor do Conselho nacional para os Leigos desde 1987, secretário para a pastoral da Conferência Episcopal Boliviana e coordenador das Comissões Episcopais da mesma desde 1989, secretário-geral adjunto desta conferência e professor de Sagrada Escritura no Seminário Maior San Jerónimo de La Paz.
Foi nomeado bispo titular de Arsacal e auxiliar de Santa Cruz de la Sierra por João Paulo II, em 6 de maio de 1999. A ordenação episcopal decorreu em 22 de julho de 1999 na Basílica Menor de San Lorenzo, a Catedral de Santa Cruz e teve como ordenante principal o arcebispo Julio Terrazas Sandoval e como co-ordenantes o arcebispo Rino Passigato e o bispo Roberto Amadei. Como bispo auxiliar foi responsável pela pastoral arquidiocesana e responsável pela área da comunhão eclesial, responsável pelas vigararias urbanas de San Pedro e San Pablo e pelas vigararias Santiago Apóstol e Beato Juan XXIII. Foi presidente por dois mandatos da Comissão das Missões, Ecumenismo e Culturas, Presidente da Comissão da Evangelização e responsável pela secção da Comunicação. Entre 2003 e 2011 foi responsável da Secção de paróquias, Conferência Episcopal da Bolívia e pequenas comunidades no Conselho Episcopal Latino-americano (CELAM). Em 2007 participou como delegado da Conferência Episcopal da Bolívia na 5ª Conferência Geral do Episcopado Latino-americano em Aparecida
Em 28 de setembro de 2011 foi nomeado por Bento XVI, arcebispo coadjutor de Santa Cruz, tendo por isso, direito de sucessão.
Sucedeu em 25 de maio de 2013 ao governo da arquidiocese de Santa Cruz, com a aceitação da renúncia de Julio Terrazas Sandoval pelo Papa Francisco.